# Mohammedia
|  | Aquest article tracta sobre la ciutat del Marroc. Si cerqueu la ciutat de Tunísia, vegeu «M'Hamdia». |

Mohammédia —àrab: المحمدية, al-Muḥammadiyya, anteriorment Fadala, Fadhala, Fedhala o Fédala; amazic: ⵎⵓⵃⴰⵎⴰⴷⵉⵢⴰ— és una vila i port a tocar de Casablanca (a 25 km del centre), a la costa atlàntica del Marroc, a la regió de Casablanca-Settat, a l'antic territori de la tribu amaziga dels Zanata. El nom original derivaria d'una fracció de la tribu Ziyyada (propera a la regió) de nom Faddala. La vila té 188.619 habitants (uns 120.000 habitants el 2000); el 1910 només tenia 300 habitants, 25.189 el 1952 (448 jueus i 3.860 europeus), 35.000 el 1960 (150 jueus i 3.100 europeus).

## Història
És esmentada al segle xiv i XV i els mercaders europeus hi venien sovint. El sultà sidi Muhammad ibn Abd Allah li va concedir privilegis comercials a comerciants europeus el 1773 per servir de centre d'abastiment de la regió de Tamasma, però els foren retirats el 1774 i concedits a una companyia espanyola (Compañia de los Cinco Gremios Mayores de Madrid), que ja tenia el monopoli a Casablanca. El 1914 els francesos hi van construir un fortí. Progressivament va esdevenir un port auxiliar de Casablanca, especialment pel petroli. La principal refineria del Marroc es troba a aquesta ciutat. Va agafar el seu actual nom de Mohammédia en honor del rei Muhàmmad V el 25 de juny de 1960.

## Barris
- El Alia (la «Part Alta»)
  - Barris antics : El Hassania, Derb Marrakech, Diour Kraii, Dioure Doukala, Derb Jamila, Derb Ourida, Derb Fath, Derb Douchmane, Les Crêtes, Laayoune, Riyad, Chabab, Rabat, Sâada (lkarwa, Derbe Fouzia, Derbe 60, Derbe Abderazak) i altres.
  - Barris moderns: Hay El Falah, Anfa, Rachidia, Hay Nasr, Hay el Fajr, Lacolline, Hay Alwahda
- El Kasbah (antiga «Fadala»)
  - El-Wafaa, Rue de Dous, Mohamed V
- Partie Est de Mohammedia (zona de les platges)
  - les platges: plage Monica, plage Sablettes, Plage Yasmina, plage Mannessman, plage La Siesta
  - Els grups residèncials: lotissement Soleil, lotissement Nice, lotissement Al Assil i altres

## Agermanaments
- Belfort, França
- Gant, Bèlgica
- Zaouia, Líbia
- Perpinyà, Catalunya